# Mont Coronat
Le mont Coronat est une montagne de l'Est des Pyrénées, dans le département français des Pyrénées-Orientales. Son sommet, culminant à 2 172 m, marque la limite entre les communes de Jujols, Nohèdes et Olette.

## Géographie

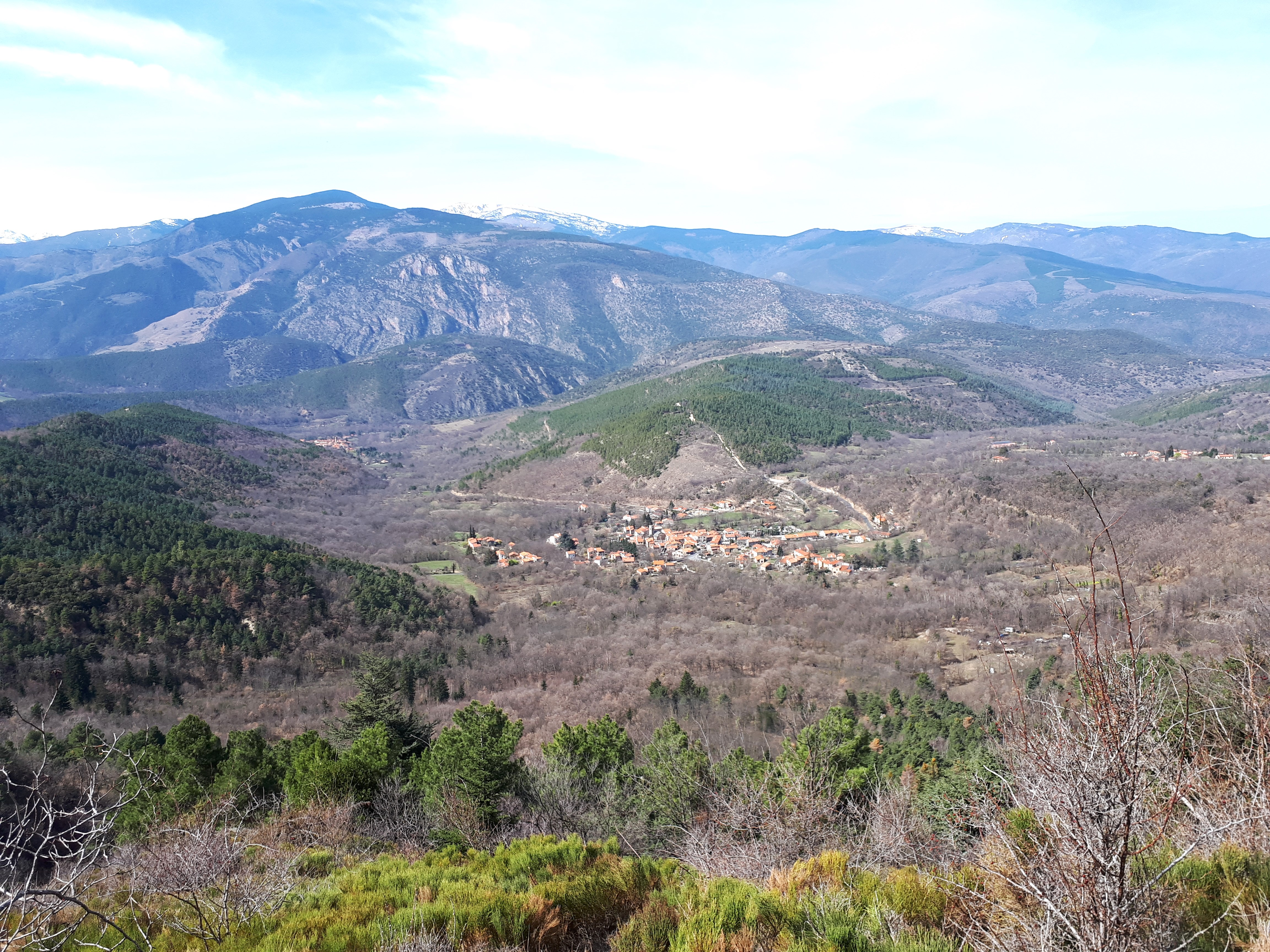
Mont Coronat (au loin, à gauche, sous couvert forestier), depuis les hauteurs de Fillols.